# 7410 Kawazoe
7410 Kawazoe (1990 QG) là một tiểu hành tinh vành đai chính được phát hiện ngày 20 tháng 8 năm 1990 bởi T. Seki ở Geisei.